# Koszalin (district)
Koszalin (powiat koszaliński) is een district (powiat) in de Poolse woiwodschap West-Pommeren. De oppervlakte bedraagt 1669,09 km², het inwonertal 65.962 (2014).
De stad Koszalin (Köslin) is een zelfstandig stadsdistrict en behoort niet tot het district.

## Steden
- Koszalin (Köslin)
- Bobolice (Bublitz)
- Polanów (Pollnow)
- Sianów (Zanow)

Stadsdistricten: Szczecin · Koszalin · Świnoujście

Districten:
Białogard · Choszczno · Drawsko Pomorskie · Goleniów · Gryfice · Gryfino · Kamień · Kołobrzeg · Koszalin · Łobez · Myślibórz · Police · Pyrzyce · Sławno · Stargard · Szczecinek · Świdwin · Wałcz

Grootste steden:
Białogard · Goleniów · Gryfino · Kołobrzeg · Koszalin · Police · Stargard · Świnoujście · Szczecin · Szczecinek · Wałcz